# 威猛裸胸鱔
威猛裸胸鱔，又稱威猛裸胸鯙，為輻鰭魚綱鰻鱺目鯙亞目鯙科的其中一種，分布於西大西洋區，從墨西哥灣、加勒比海至巴西南部海域，棲息深度100-310公尺，本魚體棕栗色，頭部蒼白，尾部近黑色，身體具有白色斑點，背鰭具有黑白鄉間的斑紋，體長可達110公分，為底棲性魚類，生活在大陸坡，屬肉食性，生活習性不明。

## 擴展閱讀
維基物種上的相關：威猛裸胸鱔